# Лукавий Євген Теодозійович
Євген Теодозійович Лукавий (нар. 17 квітня 1961, с. Сухостав, Україна) — український рятувальник, громадсько-політичний діяч.

## Життєпис
Євген Лукавий народився 17 квітня 1961 року в селі Сухостав Чортківського району Тернопільської области України.
Закінчив Львівське пожежно-технічне училище МВС СРСР (1982), Вищу інженерну пожежно-технічну школу МВС СРСР (1992), Тернопільський державний технічний університет імені Івана Пулюя (2001).
Працював:
- старшим інспектором 7-ї воєнізованої пожежної частини по охороні Кременчуцького нафтопереробного заводу загону воєнізованої пожежної охорони ВПО УВС Полтавського облвиконкому (серпень 1982—травень 1984),
- інженером загону воєнізованої пожежної охорони Кременчуцького нафтопереробного заводу ВПО УВС Полтавського облвиконкому (травень 1984—лютий 1985),
- заступником начальника 11-ї воєнізованої пожежної частини Кременчуцького нафтопереробного заводу УПО УВС Полтавської області (лютий 1985—липень 1986),
- інженером відділення служби, підготовки і пожежогасіння ВПО УВС Тернопільського облвиконкому (липень 1986—березень 1987),
- заступником начальника 1-ї самостійної воєнізованої пожежної частини м. Тернопіль УВС Тернопільської області (березень 1987—серпень 1991),
- головним фахівцем (серпень 1991—липень 1992) та спеціалістом  (липень 1992—січень 1995) відділення служби, підготовки та пожежогасіння ВПО УВС Тернопільської області,
- начальником штабу пожежогасіння воєнізованої пожежної охорони м. Тернопіль ВДПО УМВС України в Тернопільській області (січень 1995—лютий 1996),
- начальником ВДПО УМВС України в Тернопільській області (лютий 1996—жовтень 2002),
- начальником ВПБ УМВС України в Тернопільській області (жовтень 2002—лютий 2003),
- начальником ВПБ в Тернопільській області Держпожбезпеки МНС України (лютий—липень 2003),
- начальником УМНС України в Тернопільській області (липень 2003—серпень 2006),
- начальником ГУ МНС України в Тернопільській області; 08.2006 - 09.2006 – в розпорядженні начальника Українського науково-дослідного інституту пожежної безпеки МНС України (лютий—серпень 2006),
- начальником відділу-вчений секретар відділу планування та координації наукової діяльності Українського інституту пожежної безпеки МНС України (вересень—листопад 2006),
- начальником Головного управління МНС України в Тернопільській області (листопад 2006—грудень 2010),
- начальником Управління МНС України в Тернопільській області (грудень 2010—січень 2012),
- начальником Територіального управління МНС України у Тернопільській області (січень 2012—березень 2013),
- начальником Управління ДСНС України у Тернопільській області (березень 2013—квітень 2014[1]).

З жовтня 2014 року — начальник управління з питань цивільного захисту населення Тернопільської обласної державної адміністрації.

## Відзнаки
- нагрудний почесний знако МВС України,
- відзнакою голови Тернопільської ОДА «Честь і слава Тернопільщини» III ступеня